# U 9 (Kriegsmarine)
De U 9 was een Duitse U-boot van het Type IIB. De tewaterlating gebeurde op 8 april 1935 bij de Deutsche Werke te Kiel. De boot werd op 30 juli 1935 onder Kptlt. Hans-Günther Looff in dienst genomen. In totaal bracht de U 9 acht schepen tot zinken. De U 9 zonk op 20 augustus 1944 na een bombardement van Sovjetvliegtuigen.

## Commandanten
- 21 augustus 1935 - 1936/37 Kptlt. Hans-Günther Looff
- 30 september 1935 - 1 oktober 1937 Oblt.z.S. Werner von Schmidt
- 1 oktober 1937 - 18 september 1939 Kptlt. Ludwig Mathes
- 19 september 1939 - 29 december 1939 Oblt.z.S. Max-Martin Schulte
- 30 december 1939 - 10 juni 1940 Oblt.z.S. Wolfgang Lüth
- 11 juni 1940 - 20 oktober 1940 Kptlt. Wolfgang Kaufmann
- 21 oktober 1940 - 8 juni 1941 Kptlt. Joachim Deecke
- 2 juli 1941 - 30 april 1942 Kptlt. Hans-Joachim Schmidt-Weichert
- 28 oktober 1942 - 15 september 1943 Kptlt. Hans-Joachim Schmidt-Weichert
- 16 september 1943 - 20 augustus 1944 Oblt.z.S. Heinrich Klapdor
- 5 april 1944 - 6 april 1944 Oblt.z.S. Martin Landt-Hayen (Überführungsfahrt)
- 7 april 1944 - juni 1944 Kptlt. Klaus Petersen